# 12022 Hilbert
12022 Hilbert este o planetă minoră (asteroid), cu un diametru de 3,031 km, din centura de asteroizi. A fost descoperită pe 15 decembrie 1996 la Prescott Observatory⁠(d) de Paul G. Comba⁠(d) și a fost numită după David Hilbert. 
Obiectul prezintă o orbită caracterizată de o semiaxă mare de 2,3415987 UAi, o excentricitate de 0,11, o înclinație de 0,57736 ° în raport cu ecliptica.